# Ferdinand Jakub Kokořovec z Kokořova
Ferdinand Jakub hrabě Kokořovec z Kokořova (1705 – 24. listopadu 1787) byl český šlechtic z rodu Kokořovců. Od mládí zastával nižší úřady v zemské správě Českého království, nakonec byl dlouholetým podkomořím králové (1749–1771). Vlastnil několik panství v západních Čechách, kde nechal postavit zámek Štědrá. Jako vysoký zemský úředník dlouhodobě pobýval v Praze, kde byl jeho majetkem Palác Kokořovských (dnes sídlo DAMU).

## Životopis

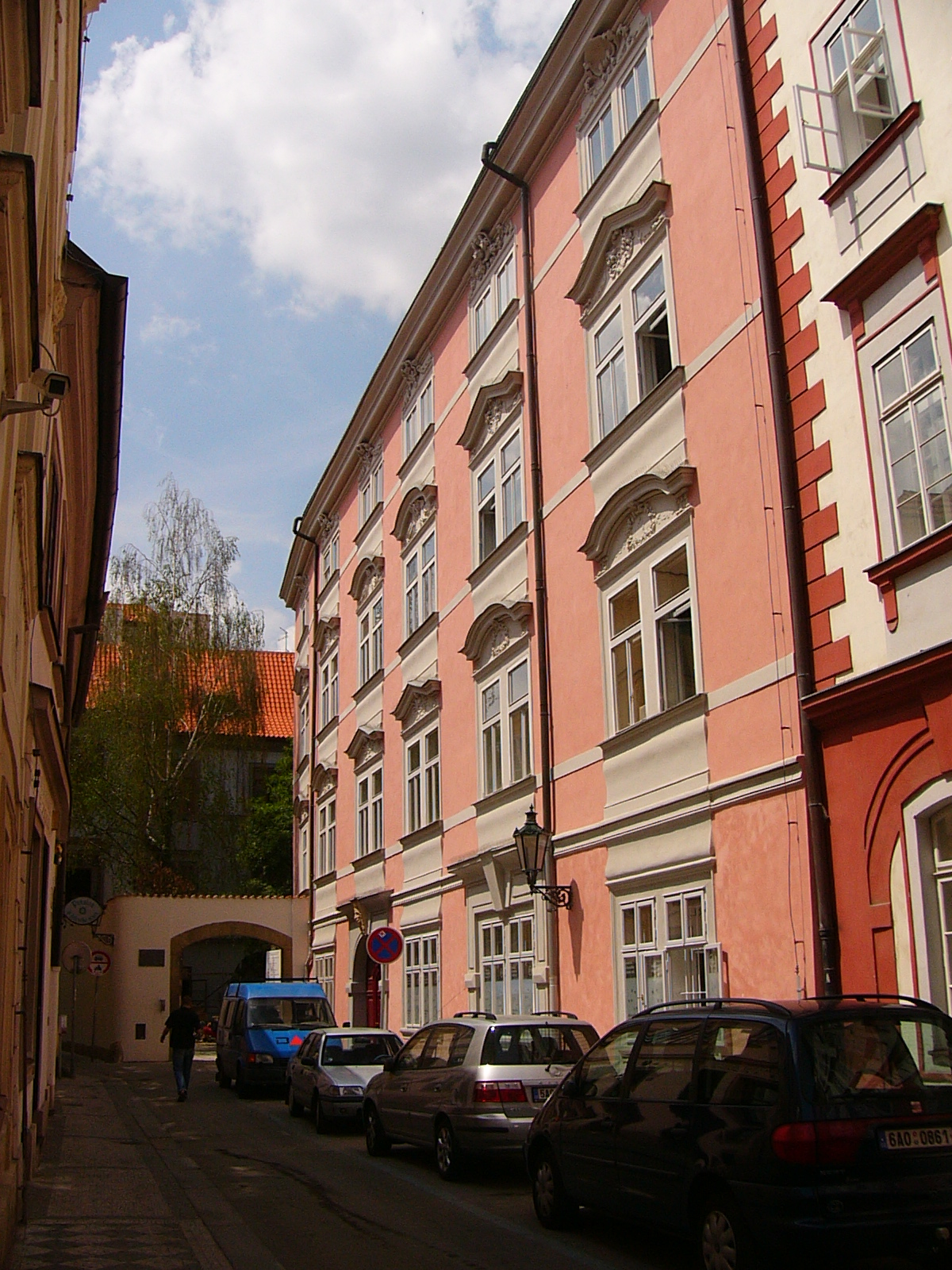
Palác Kokořovských v Praze

Pocházel ze staré české šlechtické rodiny Kokořovců povýšené v roce 1680 do hraběcího stavu, narodil se jako jediný syn nejvyššího mincmistra hraběte Petra Františka Kokořovce (1673–1720) a jeho manželky Eleonory, rozené Hamiltonové. Studoval na Karlově univerzitě, kde dosáhl titulu doktora práv a poté vstoupil do státních služeb. Byl jmenován císařským komorníkem, poté se stal přísedícím zemského soudu a později dosáhl titulu tajného rady. V letech 1738–1742 zastával funkci hejtmana žateckého kraje, poté přesídlil do Prahy a přes dvacet let vykonával úřad podkomořího králové (1749–1771). Z titulu této funkce měl na starosti správu královských věnných měst a podílel se také na tereziánských reformách v ekonomické sféře.

## Majetkové a rodinné poměry

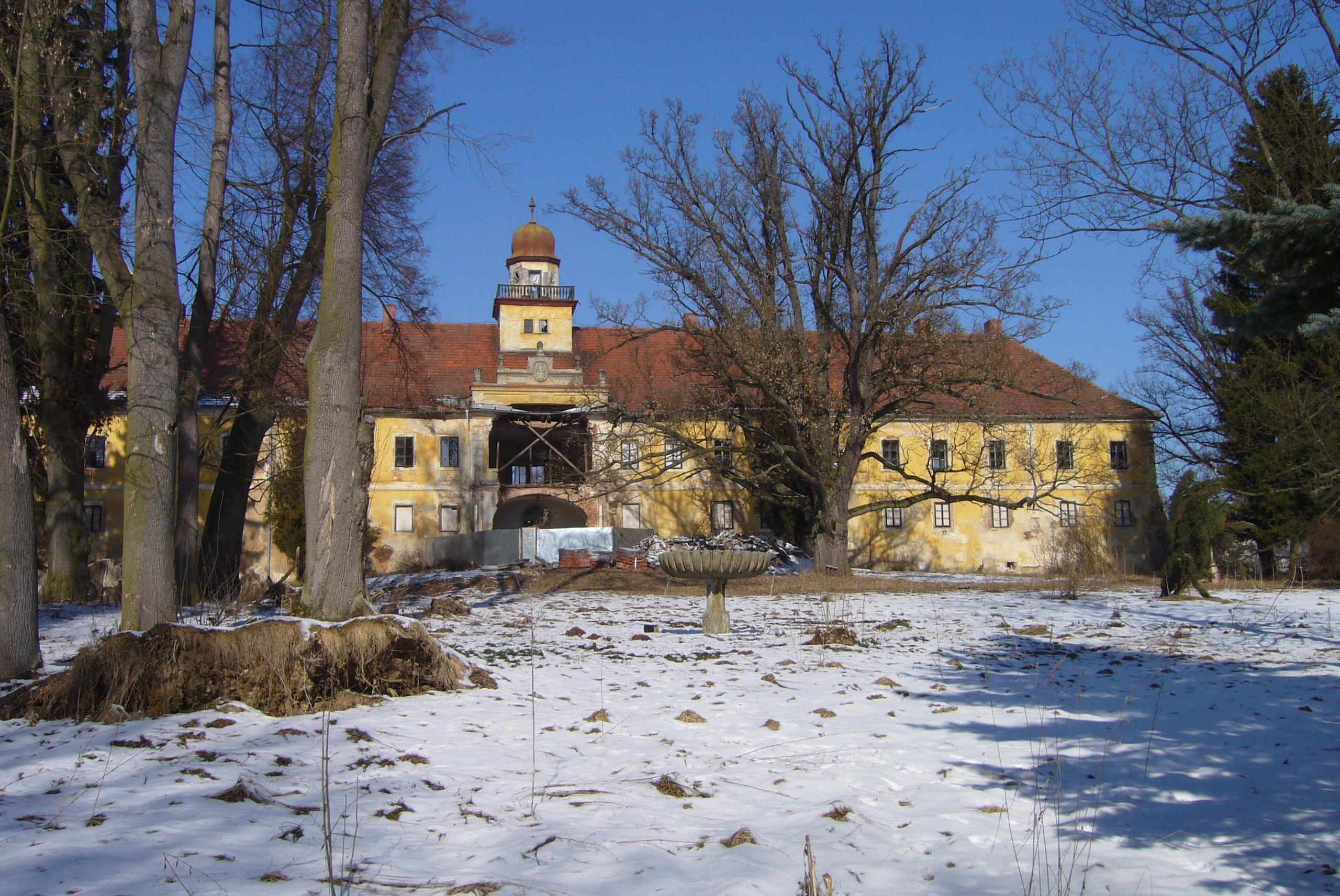
Zámek Štědrá

Po otci byl Ferdinand Jakub dědicem několika panství v západních Čechách. Jednalo se o fideikomis Žlutice-Štědrá, součástí fideikomisu založeného v roce 1698 byl i vzdálenější statek Týniště. Svůj majetek rozšířil v roce 1755, kdy po bratranci Františku Ignácovi zdědil třetinu panství Nečtiny na Plzeňsku. Na Nečtinách vládly v té době složité majetkoprávní poměry, Ferdinand Jakub ale od roku 1771 jako poručník spravoval i další dvě třetiny panství za nezletilého Františka de Paulu Kokořovce (1768–1799), takže až do roku 1787 býval označován jako majitel celého panství. V Praze rodině patřil palác na Starém Městě. Rozlehlý barokní objekt v prostoru mezi Karlovou a Řetězovou ulicí, dokončený ještě v době nezletilosti Ferdinanda Jakuba podle projektu Václava Špačka. Po dobu nezletilosti Ferdinanda Jakuba spravovala majetek matka Eleonora, rozená Hamiltonová. Fakticky převzal statky v roce 1724. Nedlouho poté opustil zámek ve Žluticích a v letech 1731–1734 nechal postavit nový zámek ve Štědré. Předpokládaný projektant Tomáš Haffenecker byl pravděpodobně také autorem přestavby kostela sv. Jakuba Většího v Nečtinách. Zámek ve Štědré vyhořel v roce 1747, ale vzápětí byl obnoven a ještě rozšířen. K zámku přiléhala barokní zahrada, v interiérech byla soustředěna hodnotná zámecká obrazárna mimo jiné s díly Petra Brandla. Zámek ve Žluticích vyhořel v roce 1767 a poté byl ponechán svému osudu. Ve Žluticích Ferdinand Jakub Kokořovec figuroval jako patron kostela sv. Petra a Pavla a podílel se na jeho stavebních úpravách ve druhé polovině 18. století. Pro Žlutice získal v roce 1740 potvrzení městských privilegií od císaře Karla VI.

### Manželství a potomstvo
Poprvé se oženil v Praze 30. ledna 1731 s hraběnkou Marií Terezií Františkou Colonnovou z Felsu (1709–1766), dcerou Karla Leonarda Colonny z Felsu. Po ovdovění se podruhé oženil v roce 1767 s hraběnkou Marií Annou Michnovou z Vacínova, ovdovělou Bubnovou z Litic (1724–1797). Z druhého manželství pocházel jediný syn Jan Josef Ferdinand (1769–1822). 
Díky své první manželce byl švagrem hraběte Karla Josefa Desfourse (1701–1775), majitele Spáleného Poříčí, a Jana Kryštofa z Clamu (1702-1778), předka pozdějších rodin Clam-Gallasů a Clam-Martiniců.
Jeho sestra Alžběta Eleonora (1703–1747) byla manželkou hraběte Karla Goberta z Aspremont-Lyndenu (1703-1749) z významné belgické šlechtické rodiny.